# Provider Independent
Przestrzeń adresowa typu Provider Independent (PI) – blok adresów IP przyznany przez RIRa (regional Internet registry) bezpośrednio użytkownikowi końcowemu. 